# Andres Veiel
Pour les articles homonymes, voir Veiel.
Andres Veiel; né le 16 octobre 1959  à Stuttgart, est un réalisateur allemand.

## Biographie
La méthode de travail d’Andres Veiel se distingue par des recherches intensives, parfois étalées sur plusieurs années. Au cours de sa carrière artistique, il a été récompensé par plus de 50 prix pour ses documentaires, films de fiction, mises en scène théâtrales et travaux d’écriture, dont le Prix du film européen, plusieurs Prix du film allemand, le Prix Grimme et la Croix fédérale du Mérite. Andres Veiel s’est fait connaître principalement avec son documentaire « Black Box BRD » (2001), où il confronte les biographies du gestionnaire de banque Alfred Herrhausen et du terroriste de la Fraction Armée Rouge Wolfgang Grams, ainsi qu’avec le film de fiction « Qui, à part nous » (2010) sur les prémices de la FAR, présenté en compétition à la Berlinale où il a remporté le Prix Alfred Bauer. Ses pièces de théâtre ont été largement traduites, jouées sur plus de 100 scènes et invitées notamment au Theatertreffen de Berlin. 
Dès ses études de psychologie dans le Berlin-Ouest des années 80, Veiel a suivi une formation en réalisation et dramaturgie avec Krzysztof Kieślowski à la Künstlerhaus Bethanien, et a mis en scène plusieurs pièces avec un groupe de théâtre en prison à la JVA Berlin-Tegel. Son premier long métrage documentaire « Winternachtstraum » (1992) est suivi du documentaire primé « Balagan » (1993), qui mêle son travail au théâtre avec son travail cinématographique - un fil rouge qui traverse toute sa carrière. En 1996, il réalise le documentaire « Die Überlebenden », qui traite du suicide de trois de ses camarades de classe. Ce film est considéré comme l’un des plus personnels de Veiel et est également salué comme une brillante étude de sa génération. Le projet à long terme « Die Spielwütigen » (2004), qui suit sur sept ans les défis de formation et de passage à l’âge adulte de quatre élèves de l’école de théâtre renommée Ernst Busch à Berlin, est présenté à la Berlinale 2004 et y remporte le Prix du Public du Panorama. Il est suivi du film semi-fictionnel « Der Kick » (2006), basé sur sa pièce de théâtre éponyme qui a été créée au Maxim-Gorki-Theater à Berlin sous sa direction. Pour le projet de documentaire « 24h Berlin, une journée en capitale » (2008) de Volker Heise, il tourne la partie sur la rédaction en chef du journal à sensation Bild. En 2013, il accompagne pour le projet « 24h Jérusalem » un employé de l’ONU dans les camps de réfugiés palestiniens.
Un autre de ses films se concentre sur l’artiste controversé Joseph Beuys. Pour « Beuys » (2017), il a mené des recherches pendant plus de trois ans dans diverses archives et a passé plus de 18 mois au montage avec son équipe de monteurs. Le film, principalement constitué de matériel d’archives jusqu’alors non publié, met non pas l’oeuvre artistique de Beuys au centre, mais l’homme derrière l’artiste. Le film a fait ses débuts en compétition à la Berlinale 2017 et a remporté, entre autres, le Prix du meilleur montage et le Prix du meilleur documentaire allemand.
Un autre film controversé de Veiel, qui a suscité beaucoup de discussions en Allemagne, est le téléfilm « Ökozid » (2020). Le réalisateur y présente l’Allemagne du futur devant la Cour internationale de justice pour juger la longue période de non-respect par l’UE des obligations en matière de protection du climat. Veiel a également monté « Ökozid » au théâtre en 2022.
En parallèle de la sortie de « Leni Riefenstahl, la lumière et les ombres » au cinéma, le livre « Close-up Leni Riefenstahl. Neue Perspektiven aus dem Nachlass » (Nouvelles perspectives du patrimoine de Riefenstahl), (2024, édité chez Fischer), écrit par Veiel en collaboration avec Klaus Dermutz, sera publié, dans lequel il réfléchit sur son travail sur le film et sur la complexité de la personnalité et de l’oeuvre de Leni Riefenstahl.

## Filmographie partielle
- 1996 : Die Überlebenden (documentaire)
- 2001 : Black Box RFA (Black Box BRD) (documentaire)
- 2006 : Der Kick (documentaire)
- 2011 : Qui, à part nous (Wer wenn nicht wir)
- 2017 : Beuys
- 2024 : Leni Riefenstahl, la lumière et les ombres (documentaire)